# The Nature of Nurture
The Nature of Nurture is de vierenntwintigste aflevering van het achtste seizoen van het tienerdrama Beverly Hills, 90210, die voor het eerst werd uitgezonden op 18 maart 1998.

## Verhaal
Donna is druk aan het solliciteren nu ze zonder werk zit, maar niemand wil haar aannemen nu ze een naam heeft dat ze ideeën gestolen heeft en verslaafd is geweest aan pijnstillers. Noah oppert een idee dat hij haar financieel steunt zodat ze voor haar eigen kan beginnen. Dit idee slaat Donna af omdat zij denkt dat privé en zakelijk niet gescheiden kan blijven. Maar Donna gaat toch overstag en wil wel duidelijke regels maken tussen hen, als iemand iets niet aanstaat dan moet dat gezegd kunnen worden. Vol goede moed beginnen ze met hun samenwerking en gaan winkels langs waar zij hun kleding willen gaan verkopen. Donna weet niet dat Noah achter haar rug om afspraken maakt met winkeliers dat hij de onverkochte kleding wil terugkopen.
Kelly is verbijsterd als zij hoort dat zij de baby niet onder haar hoede krijgt, maar een homostel krijgt een baby. Kelly kan dit niet verkroppen en laat dit ook merken tegen de homostel. Deze denken dat Kelly hen dit niet gunt omdat zij als twee mannen met elkaar leven. Brandon vindt haar onredelijk en zegt haar dat hij vindt dat zij de baby ook niet verdiend en dat dit hun relatie beïnvloed. Nu de homostel de baby kan krijgen komt ineens de biologische moeder opdagen die de baby opeist omdat zij niet kan verdragen dat twee mannen haar baby gaan opvoeden. Zij krijgt als biologische moeder het recht om voor de baby te zorgen en neemt de baby naar haar huis waar zij nog met haar moeder woont. Kelly beseft nu dat ze om verkeerde redenen oneens was met de beslissing dat de homostel de baby zouden krijgen en beseft dat de baby wel naar hun moet en gaat praten met de biologische moeder, Kelly wil haar overhalen om de baby af te staan en dit lukt. De homostel zijn dol dolenthousiast dat zij nu de baby onder hun hoede krijgen. Ondertussen komt tot verbazing van Kelly haar vader op bezoek die net vrij is uit de gevangenis.
Brandon komt erachter dat het financieel slecht gaat met de krant en dat ze bijna failliet zijn. Steve heeft een manier gevonden om er weer bovenop te komen door advertenties te plaatsen van tabakfabrikanten. Brandon hier is hier principieel op tegen en weigert hier toestemming te geven ongeacht de consequenties. Steve gaat nu achter Brandons rug om toch door met de advertentie en Brandon komt erachter en is woedend op Steve. Als zij samen op een bijeenkomst zijn waar ze een nationale pers prijs uitdelen krijgt Brandon te horen dat hij een prijs heeft verdiend voor zijn werk en is hier zeer blij mee, hij besluit om samen met Steve te willen gaan vechten voor hun krant.
Tot grote ergernis van Valerie heeft haar moeder besloten om haar te verrassen met een bezoek. Dit is nog niet alles, als de vader van Kelly en de moeder elkaar ontmoeten slaat er een vonk over.
Steve doet zich nog steeds voor als de man op wie Jill verliefd is, totdat zij de nacht wil doorbrengen om met hem de liefde te bedrijven. Hierop besluit Steve om de waarheid te vertellen over wie hij werkelijk is, zij wordt boos op hem en loopt weg. Steve is echt verliefd op haar en wil koste wat kost haar niet kwijt en probeert haar over te halen.

## Rolverdeling
- Jason Priestley - Brandon Walsh
- Jennie Garth - Kelly Taylor
- Ian Ziering - Steve Sanders
- Brian Austin Green - David Silver
- Tori Spelling - Donna Martin
- Tiffani Thiessen - Valerie Malone
- Joe E. Tata - Nat Bussichio
- Lindsay Price - Janet Sosna
- Vincent Young - Noah Hunter
- Michelle Phillips - Abby Malone
- John Reilly - Bill Taylor
- Jessica Alba - Leann
- Nicole Forester - Jill Reiter